# Iphierga crypsilopha
Iphierga crypsilopha är en fjärilsart som beskrevs av Oswald Beltram Lower 1903. Iphierga crypsilopha ingår i släktet Iphierga och familjen säckspinnare. Inga underarter finns listade i Catalogue of Life.